# Choripan (serie de televisión)
Choripan fue una serie animada. En 12 capítulos cuenta las aventuras de Choripan el perro distraído, Donato el pollo nervioso, Luna la dulce niña, Pipe el niño adicto a los videojuegos y los traviesos hermanos Canalla. Todos convecinos en la alocada Ciudad Redondela.
Esta serie fue creada y dirigida por Tomas Montalva, profesor de taller de Animación Avanzada de la Carrera de Animación Digital y fundador de la productora Redondela Flims LTDA.
La canción es cantada por el líder del grupo de hip hop Tiro de Gracia, Juan Sativo.

## Sinopsis
Esta serie animada trata de las aventuras de un perro muy singular, llamado Choripan. Este quiltro es distraído y actúa en forma absurda. Su única motivación es pasear libremente por las calles de la pintoresca Ciudad Redondela, una ciudad donde ocurrirán situaciones disparatadas. Por esto es que la ciudad es funcional: pensada y diseñada para la vida de Choripán (es un lugar mágico que representa cualquier territorio de Chile. Tiene mar, montaña y campo). En esta ciudad Choripán no estará solo: lo acompañará su inseparable y entrañable amigo Donato, un pollo que viene del campo a cumplir una misión muy definida: encontrar a su amiga Chispita, una vaca que iba a ser vendida como carne molida por un extraño comerciante, y que gracias al destino terminó como una top model. Sin embargo Donato no ha podido ocuparse de sus asuntos, pues ser la voz de la conciencia, el guardián y consejero de Choripán es un trabajo de tiempo completo. Su dueña es Luna, una niña tierna y sensible que lo recogió y salvó de la caótica urbe. Esta pequeña tiene de vecino a Pipe, el dueño de Choripán, quien también lo recogió de la calle y lo crio como mascota.

## Personajes
- Pipe - Nicole Guzmán
- Sopa - Sofía Zagal
- Luna - Vanesa Sliva
- Pablin - Vanesa Silva
- Donato - Carlos Gibert
- Choripan - Carlos Gibert
- Patute - (Domingo Guzmán Valdés)
- Voz de la Imaginación - (Domingo Guzmán Valdés)
- Tio Gatoo - Sandro Larenas